# Programma delle Nazioni Unite per l'ambiente
Il Programma delle Nazioni Unite per l'ambiente (UNEP) è un'organizzazione internazionale che opera dal 1972 contro i cambiamenti climatici a favore della tutela dell'ambiente e dell'uso sostenibile delle risorse naturali.
La sua sede è a Nairobi (Kenya), ma opera in diverse parti del mondo tramite altri uffici amministrativi ed è costituita principalmente da un personale esperto che prende le decisioni sulle politiche ambientali e sulle attività da svolgere in aree di particolare interesse.

## Organi e funzioni
L'UNEP è organizzato in sei uffici regionali, sei uffici esterni, sette uffici di collegamento e otto divisioni settoriali.
Fanno parte dell'organizzazione gli Stati europei i quali propongono soluzioni efficienti per evitare che i problemi ambientali diventino irrecuperabili e promuovono attività che contribuiscono alla sostenibilità ambientale a livello internazionale.
L'UNEP affronta come tema principale quello dei cambiamenti climatici e, utilizzando metodi collettivi indirizzati allo sviluppo e opera con lo scopo di salvaguardare il futuro della società mondiale.
Tiene sotto controllo le variazioni climatiche e, insieme ad altri partner, si impegna a rallentare questi processi rapidi che compromettono il benessere pubblico, poiché il malessere dell'ecosistema porta svantaggi economici, ambientali e sociali.
A partire da questo problema mette in luce le priorità principali e quali potranno essere le migliori strategie ecocompatibili per intervenire in campo globale.
Il lavoro che l'UNEP svolge è spesso accompagnato dall'Observation System che monitora a distanza i cambiamenti che avvengono nell'ecosistema e il suo interesse ruota intorno ad argomenti come:mitigazione, adattamento, tecnologia e comunicazione.
Per eseguire le sue funzioni, opera in coordinamento con gli altri programmi e agenzie delle Nazioni Unite, con le altre organizzazioni internazionali, con gli Stati nazionali, con le ONG e con gli esponenti del settore privato e della società civile e si avvale del supporto scientifico di numerosi Centri di ricerca internazionali.
In collaborazione con l'IPCC (Gruppo intergovernativo sul cambiamento climatico) valuta quali cambiamenti climatici si sono avuti e studia la situazione con opportune analisi scientifiche per comprendere le cause e le conseguenze di questi cambiamenti.
Il suo compito è di:
- agire e prevenire disastri ambientali con politiche e tecnologie adeguate;
- organizzare conferenze annuali per raggiungere accordi contro il riscaldamento globale;
- avviare attività di cooperazione per definire le soluzioni da adottare;

Le principali funzioni che svolge riguardano:
- la realizzazione di studi volti a monitorare le condizioni ambientali a livello nazionale, regionale (su scala continentale) e globale;
- lo sviluppo di strumenti per la tutela delle risorse naturali e paesaggistiche;
- il rafforzamento delle istituzioni per una corretta gestione delle fonti energetiche;
- il trasferimento di conoscenze e tecnologie nell'ambito del cosiddetto sviluppo sostenibile;
- l'attivazione di partenariati tra le autorità pubbliche, il settore privato e la società civile.

Inoltre, sostiene la ricerca scientifica e, servendosi dell'informazione come principale strumento, promuove sul mercato le energie rinnovabili con lo scopo di ridurre l'effetto serra e l'emissione di gas nocivi, soprattutto nei paesi più sviluppati.
L'UNEP inoltre mira ad una comunicazione strategica nelle aziende, a coinvolgere e interessare l'opinione pubblica e a sostenere le piccole e medie imprese nelle loro attività.
Il suo lavoro si svolge per livelli e:
1. valuta le condizioni ambientali;
2. stipula accordi con le maggiori potenze;
3. mette in relazione sviluppo economico e ambiente;
4. si dedica all'informazione e promuove la pubblica partecipazione in campo di gestione ambientale.
Ha, inoltre, l'incarico di raccogliere finanziamenti a favore del clima per limitare la deforestazione, l'inquinamento atmosferico e preservare le aree costiere a difesa della biodiversità marina, ma si impegna, soprattutto, a migliorare i metodi scientifici e a pianificare azioni preventive indirizzate al recupero di aree a forte rischio ambientale.
Ha il compito di aiutare i paesi che si impegnano a potenziare pratiche eco-sostenibili che tutelano l'ambiente e, grazie alla forte collaborazione con i settori economici e con le associazioni dei consumatori, li aiuta a fare le corrette scelte energetiche.
Sostiene, quindi, governi e settori privati e il suo programma d'azione prevede di:
- collaborare con i paesi più sviluppati o in via di sviluppo, per fare il quadro della situazione generale e mettere a punto normative e progetti ambientali;
- svolgere campagne di sensibilizzazione;
- cooperare con l'ONU per avere maggiore forza e raccogliere i fondi necessari ad ottenere i risultati prefissati;
- finanziare e incrementare la distribuzione di energie rinnovabili e l'uso di biocarburanti;
- agire nel campo dell'edilizia per la costruzione di edifici con una buona efficienza energetica;
- operare sul sistema dei trasporti pubblici;
- contribuire a rafforzare le capacità delle istituzioni nell'utilizzare la tecnologia;
- fare ricerche scientifiche riguardo allo scioglimento dei ghiacciai e al conseguente aumento del livello del mare;
- porre l'attenzione sulle aree protette e sulle zone più vulnerabili del pianeta;
- stabilire gli equilibri tra ambiente, società ed economia;
- rafforzare leggi e istituzioni;
- puntare ad una cooperazione tra gli stati aderenti e far rispettare gli accordi internazionali.

L'UNEP, infine, dispone di un'apposita unità di accertamento post-bellica, denominata Post-Conflict Assesment Unit (PCAU), che ha il compito di verificare i conseguenti danni provocati dalle guerre alle risorse naturali e al territorio.
Dal 2019 direttore esecutivo dell'UNEP è Inger Andersen.

## La proposta Chirac
In seguito alla pubblicazione del quarto rapporto del Summit intergovernativo sui cambiamenti climatici del febbraio del 2007, il presidente francese Chirac ha proposto il rimodellamento dell'attuale Programma per l'ambiente in una nuova agenzia specializzata, Organizzazione delle Nazioni Unite per l’ambiente (UNEO).

Il progetto avrebbe il supporto di altre quarantasei nazioni, tra le quali figurano tutti gli stati dell'Unione europea, ma non gli Stati Uniti, la Cina, la Russia e l'India, cioè i quattro principali produttori di gas serra.